# Mit Dampftriebwagen bediente Eisenbahnstrecken in Schonen

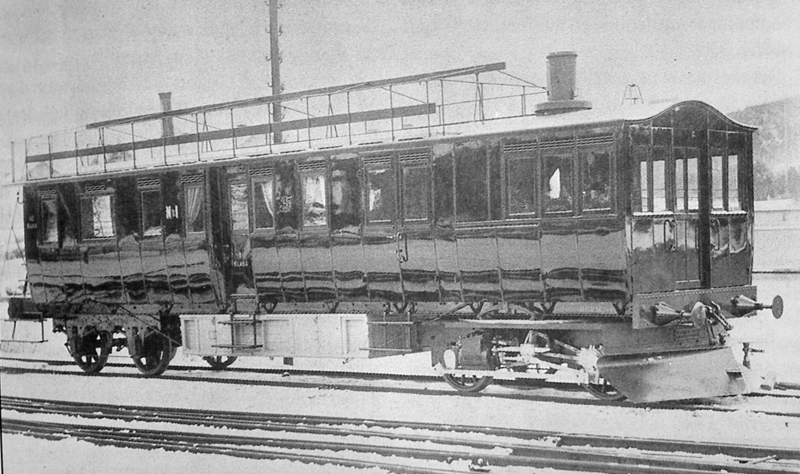
Ein Rowan-Nydqvist-Dampftriebwagen der Börringe–Anderslövs Järnvägsaktiebolag (BAJ), hergestellt von Atlas in Södertälje

Als mit Dampftriebwagen bediente Eisenbahnstrecken in Schonen wurden fünf Eisenbahnstrecken in Skåne konzipiert. Hierbei handelte es sich um Nebenbahnen in vereinfachter Bauweise, auf denen in den Anfangsjahren überwiegend Dampftriebwagen verkehrten. Es waren die einzigen Strecken in Schweden, die bereits in der Planungsphase in dieser Form entworfen wurden. Sie wurden als Ångspårvägar (deutsch Dampfstraßenbahnen) bezeichnet, was sie jedoch im eigentlichen Sinne nicht waren.

## Geschichte
Der Einsatz von Dampftriebwagen wurde im Eisenbahnbau in den späten 1870er Jahren in Schweden geplant. Ziel war es, neue Strecken billiger zu bauen und zu betreiben. Die Triebwagen konnten auf schwächer ausgelegtem Oberbau verkehren und zur Bedienung war weniger Personal notwendig, das zudem mehrere Aufgaben übertragen bekam. Sie konnten einen oder mehrere Beiwagen befördern und ersetzten somit lokomotivbespannte Züge.
William Rowan, Inhaber einer Eisenbahnwagenfabrik im dänischen Randers und der belgische Eisenbahningenieur Alfred Belpaire boten Varianten von Dampftriebwagen an. Nydqvist och Holm entwickelte ein angetriebenes Drehgestell zum Konzept von Rowan. Diese verbesserte Konstruktion wurde Rowan-Nydqvist-Triebwagen genannt.

## Ausstattung der Dampftriebwagen und der Strecken

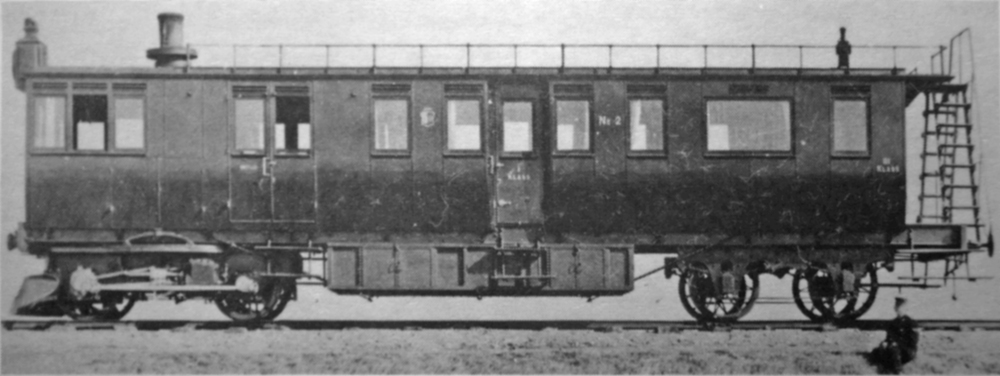
Dampftriebwagen der GJ

Dampftriebwagen nach Rowans Konzept erhielten eine einfachere Ausstattung. Einsparungen wurden erzielt, indem an jeder Dienststelle die Kombination mehrerer Aufgaben erfolgte. Das Zugpersonal übernahm den Fahrkartenverkauf und die Gepäckabfertigung. Die Triebwagen hatten einen Lokomotivführer, der Schaffner übernahm die Funktion des Heizers. Sie waren außerdem mit Schraubenkupplungen ausgestattet, um leichtere Güterwagen mitnehmen zu können. Zudem war eine Ladefläche vorhanden, die im Sommer mit einem Verdeck überspannt werden konnte. Auf der Fläche wurden wie bei einem Sommerwagen Sitzbänke montiert. Die Dampftriebwagen hatten einen Maschinenraum, ein Postabteil und einen Gepäckraum sowie je ein Abteil der ersten und dritten Wagenklasse. Unter dem Fußboden gab es Laderaum für Gepäck.
Für die Gärds Härads Järnväg wurden die Bahnhöfe ebenfalls auf sparsame Weise ausgeführt, Büro- und Diensträume sowie Gepäckabfertigung waren unter einem Dach. Alle Bahnhöfe wurden nach den gleichen Plänen gebaut mit Ausnahme von Degeberga. Dort war im Bahnhofsgebäude ein kombinierter Lokomotiv- und Triebwagenschuppen untergebracht. Die Strecke Everöd–Åhus bekam standardisierte Gebäude in einer etwas abweichenden Version. Nur bei der Gärdsbana lagen die Giebel der Bahnhöfe rechtwinklig zur Strecke statt parallel.
Neben der Strecke Everöd–Åhus wurde bei der Gärdsbana darauf geachtet, normale größere Gebäude zu errichten, da sich herausstellte, dass die ersten Bahnhöfe bei den zuerst eröffneten Nebenbahnen zu klein waren. Die anderen Strecken erhielten normale Bahnhofsgebäude.

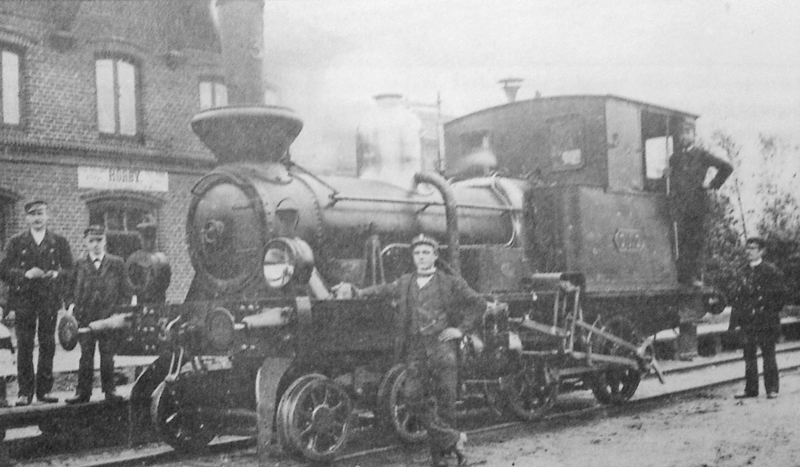
Lokomotive GJ 3 der Gärdsbanan in Hörby, etwa 1895

Für den Güterverkehr, der nicht mit den Dampftriebwagen durchgeführt werden konnte, wurde für diese besonderen Strecken eine vierachsige Lokomotive mit einem Drehgestell vor den beiden Antriebsrädern entwickelt. Eine dieser Lokomotiven – die Bifrost – steht als Denkmal in Narvik.

## Mit Dampftriebwagen bediente Strecken in Skåne
- Gärds Härads Järnväg: 1881–1883
- Bahnstrecke Tomelilla–Simrishamn: 1882
- Bahnstrecke Börringe–Anderslöv: 1884
- Höör–Hörby Järnväg: 1882
- Åstorp–Kattarp–Höganäs Järnväg mit der zugehörigen Skåne–Hallands Järnväg: 1885

Alle fünf Strecken, die anfangs eine Konzession für den vereinfachten Nebenbahnbetrieb mit Dampftriebwagen hatten, wurden später auf normalen Zugbetrieb umgestellt.